# Angela Gossow
Angela Nathalie Gossow (ur. 5 listopada 1974 w Kolonii) – niemiecka wokalistka i autorka tekstów. Angela Gossow znana jest przede wszystkim z występów w szwedzkim zespole deathmetalowym Arch Enemy, którego była członkinią w latach 2000–2014. Wcześniej występowała w niemieckich zespołach Asmodina oraz Mistress.
W 2002 roku została wyróżniona w plebiscycie japońskiego czasopisma branżowego „Burrn!” w kategoriach „Best Singer” i „Shining Star”. Od 2008 roku jest menedżerką zespołów Arch Enemy i Spiritual Beggars.
Jest ateistką, pod względem politycznym natomiast określa siebie jako zieloną anarchistkę.

## Dyskografia
| Arch Enemy - Wages of Sin (2001) - Burning Angel (2002, EP) - Anthems of Rebellion (2003) - Dead Eyes See No Future (2004, EP) - Doomsday Machine (2005) - Live Apocalypse (DVD, 2006) - Revolution Begins (2007, EP) - Rise of the Tyrant (2007) - Tyrants of the Rising Sun (DVD, 2008) - The Root of All Evil (2009) - Khaos Legions (2011) - Astro Khaos 2012 – Official Live Bootleg (2012) |  | Inne - Asmodina – Your Hidden Fear (1991, Demo) - Asmodina – The Story of the True Human Personality (1994, Demo) - Asmodina – Inferno (1997) - Mistress – Worship the Temptress (1999, Demo) - Mistress – Party in Hell (2000, Demo) - Annihilator – Metal (2007, gościnnie śpiew) - Astarte – Demonized (2007, gościnnie śpiew) - Amaseffer – Exodus Slaves For Life (2008, gościnnie śpiew) - Doro – Fear No Evil (2009, gościnnie śpiew) - Kalisia – Cybion (2009, gościnnie śpiew) - Never – Back to the Front (2009, gościnnie śpiew) - Spiritual Beggars – Return To Zero (2010, słowa) |

## Filmografia
- Metal: A Headbanger’s Journey (2005, film dokumentalny, reżyseria: Sam Dunn, Scot McFayden)[16]
- The Zen of Screaming 2 (2007, film dokumentalny/instruktażowy, reżyseria: Denise Korycki)
- Metalocalypse (2008, 3 odcinki, serial animowany, jako Lavona Sucubboso, reżyseria: Mark Brooks, Chris Prynoski, Jon Schnepp)